# Mrežna enciklopedija
Mrežna enciklopedija vrsta je  elektroničke enciklopedije objavljena na nekoj informacijskoj mreži, a prema vrsti komunikacijske mreže može biti internetska (objavljena na Internetu), mobilna (također objavljena na Internetu, ali
prilagođena pristupu uz pomoć mobilnih telefona ili dlanovnika) te enciklopedija kakva se nekoć objavljivala na informacijskom servisu videotex.

## Internetska enciklopedija
Obuhvaća veliku bazu podataka dostupnu putem World Wide Weba. Ideja za stvaranje besplatne enciklopedije koristeći Internet datira iz 1993. godine. Prvotna ideja (pod nazivom Interpedia) bila je stvoriti enciklopediju na Internetu kojoj će svatko moći doprinijeti svojim materijalima. Cijeli projekt nikada nije otišao dalje od faze planiranja zbog nagloga razvoja WWW-a te sve naprednijih tražilica, odnosno sustava za pretraživanje.

## Mobilna enciklopedija
Uređena je za lakši i brži pristup putem  mobilnih telefona te dlanovnika. 

### Wapedia
Stranica oblika WAP-a (eng. Wireless Application Protocol = bežični aplikacijski protokol) koja dostavlja sadržaj Wikipedije  mobilnim telefonima i dlanovnicima. Wapedia omogućava pristup najnovijim inačicama svih  članaka te se koristi tehnologijama koje omogućavaju brzu vezu, ažurirane članke te malu potrošnju prometa prema Wikipedijinim poslužiteljima. Wapedia se počela upotrebljavati u kolovozu 2004. godine.
Standardne Wikipedijine stranice većinom su predugačke za prikaz na ovim napravama pa su podijeljene na manje odsječke da bi stale na manje zaslone. Da bi se smanjila potrošnja prometa i povećala brzina prijenosa podataka, razlučivost slika smanjena je i prilagođena mobilnim uređajima. Wapedia uključuje sustav za pretraživanje koji je neovisan o Wikipedijinim poslužiteljima. Za razliku od Wikipedije, Wapedia sadrži i oglase.
Mana Wapedije je da se članci ne mogu uređivati osim ako se korisnici ne prijave na stranice Wikipedije putem preglednika Weba na mobilnim telefonima.

## Videotex
Videotex (ili "interaktivni videotex") bio je jedna od najranijih primjena sustava informacija krajnjih korisnika. Krajem 1970-ih te sredinom 1980-ih, videotex se koristio da bi se informacije (obično stranice teksta) dostavile korisniku u računalnom obliku te da bi se prikazale na televizoru.
Ovaj sustav pruža interaktivni sadržaj i prikaz toga sadržaja na televizoru koristeći se modemom za obosmjerno slanje podataka. Sustav sličan tome je današnji teletext koji šalje informacije samo u jednom smjeru. Za razliku od suvremenoga Interneta svi servisi videotexa bili su krajnje centralizirani.

## Odlike
Računalni programi za obradu teksta, izradu i obradu ilustracija te stolno izdavaštvo omogućili su lakše, brže i ekonomičnije izdavanje rječnika, leksikona i enciklopedija.
U novije se doba, međutim, pojavljuju i sasvim nove mogućnosti koje se mogu prikazati u nekoliko ključnih svojstava, počevši od osnovnih prema najnaprednijima.

#### Neograničenost opsega
Opseg građe koja se može pohraniti na  elektronički medij praktički je neograničen, uz minimalne troškove njezine reprodukcije, za razliku od opsega tiskanih izdanja koji je ograničen smislenim brojem svezaka nekoga izdanja pa se unaprijed, abecedarijima određuje i opseg sadržaja pojedine  natuknice. Potreba za ograničavanjem sadržaja vezanog uz određeni pojam može se javiti tek kao posljedica potrebe da enciklopedija pruži znanje na sažet način, dok broj  članaka nema ograničenja.

#### Jednostavno pretraživanje
Sadržaj mrežne enciklopedije najčešće se nalazi u obliku baze podataka pa se do traženog pojma dolazi bilo pretragom  kazala naziva  članaka, ili istodobnom pretragom cijeloga tekstovnog sadržaja. Postoje razvijena programska rješenja, tzv.  pretraživači, koji uz mogućnosti složenog pretraživanja nude i nizanje rezultata pretrage u skladu s njihovom relevantnošću, prijedloge mogućih rezultata u padajućem izborniku na temelju nekoliko upisanih slova traženog pojma i dr. 

#### Hipertekstualnost
U elektroničkim izdanjima organiziranim u hipertekstovnu obliku međusobno povezivanje sadržaja ostvaruje se umetanjem elektroničkih uputnica - poveznica (hiperveza). Aktiviranjem hiperveza korisniku je omogućeno trenutačno prelaženje s jednoga članka na drugi, koji je s prvim sadržajno povezan, a time se omogućuje i oblikovanje slijeda sadržaja prema vlastitu interesu korisnika.  
Poveznice su omogućile povezanost s vanjskim izvorima. Mrežna enciklopedija zbog svoje naravi nerijetko uz literaturu ima i popis sadržaja s Interneta, koji bi za produbljivanje znanja o određenoj temi bilo korisno posjetiti, a zahvaljujući poveznicama je trenutačno dostupan.

#### Ažurnost
Leksikografski sadržaj objavljen na Mreži moguće je stalno ažurirati praktički onoga trenutka kada je došlo do nove spoznaje.

#### Multimedijalnost
Multimedijalnost elektroničkih medija, osim teksta,  fotografija i crteža (grafikona, tablica, karata) omogućava i zapisivanje zvuka (zvukova,  glazbe, govora itd.), videosnimki ili animacija u različitim međusobnim kombinacijama. Mogućnost obogaćivanja prikaza zvučnim- ili videozapisom utječe na njegovu razumljivost. Multimedijalnost obuhvaća i interaktivnost, koja povećava pristupačnost korištenja.

#### Kooperativnost
Primjena suradničkih društvenih  softvera (npr. wiki) omogućuje svim zainteresiranima trajnu suradnju na usavršavanju sadržaja, od autora, urednika do korisnika s pravom pristupa, koji su voljni uputiti svoje primjedbe, nadopune ili ispravke. Osim toga, internetska izdanja enciklopedija omogućuju statističkim i drugim praćenjem ponašanja korisnika i prikupljanje povratnih informacija, npr. o tome koji su  članci najčitaniji pa im treba posvetiti najviše pozornosti, koji uopćenisu čitani pa se može razmisliti o njihovu izbacivanju, ili pak koji su članci traženi, a ne postoje te ih je potrebno dodati.

#### Prilagodljivost
Danas postoje mogućnosti pohrane ukupna prikupljena leksikografska sadržaja u jednu elektroničku bazu, organiziranu s mogućnošću odabira prikaza sadržaja, već prema predznanju ili dobi korisnika. Razvijaju se i rješenja automatskog prilagođavanja sadržaja zasnovanog na praćenju aktivnosti korisnika.

## Vrste
Mrežna se enciklopedija prema stupnju pristupačnosti dijeli na: otvoreni tip, poluotvoreni tip i zatvoreni tip.

### Otvoreni tip
Podrazumijeva slobodan pristup sadržaju koji anonimni korisnici mogu po volji koristiti, razdjeljivati ili uređivati, odnosno dodavati. Uvršteni tekstovi moraju biti slobodni za kopiranje s  GNU-ovom licencijom za slobodnu dokumentaciju ili bar iz javne domene. 
Također, postoji relativno otvoreni tip mrežne enciklopedije gdje korisnici na temelju izvornika,  presnimljene enciklopedije stavljene na mrežu mogu objavljivati svoje komentare, ažurirati podatke u odnosu na izvornik, popravljati pogreške nastale prilikom presnimavanja, postavljati poveznice i kategorije te uređivati tuđe uratke. Riječ je o projektu LoveToKnow Classic Encyclopedia gdje se nalazi skenirana  Britannica iz 1911. a na posebnim stranicama pod nazivom "what's new", registrirani korisnici mogu dati svoj doprinos.
Primjer ovakve enciklopedije je i Wikipedija.

### Poluotvoreni tip
Sadržaje se može po volji koristiti, ali promjene sadržaja mogu tek predložiti registrirani korisnici poznatih osobnih podataka, a o uvažavanju promjena konačni sud donose unaprijed imenovani urednici. 
Primjeri su  Citizendium 2.0, Cassiopedia, New World Encyclopedia, Conservapedia i dr.

### Zatvoreni tip
U zatvorenome se tipu mrežne enciklopedije cjelokupan rad na enciklopediji odvija u krugu unaprijed poznatih suradnika. Kao i za slične internetske komercijalne projekte, korištenje mrežnih enciklopedija zatvorenog tipa uglavnom je moguće uz plaćanje odštete na  autorska prava pa su njihovo kopiranje i prijenos time ograničeni. 
Primjeri su Encyclopaedia Britannica i Microsoftova Encarta.   

## Vanjske poveznice
- Mrežno izdanje Hrvatske enciklopedije